# Едмунд Натанаель
Едмунд Еміль Натанаель (нім. Edmund Emil Nathanael; 18 грудня 1889, Шлоссфіппах, Німецька імперія — 11 травня 1917, Бурлон, Франція) — німецький льотчик-ас, заступник офіцера Прусської армії.

## Біографія

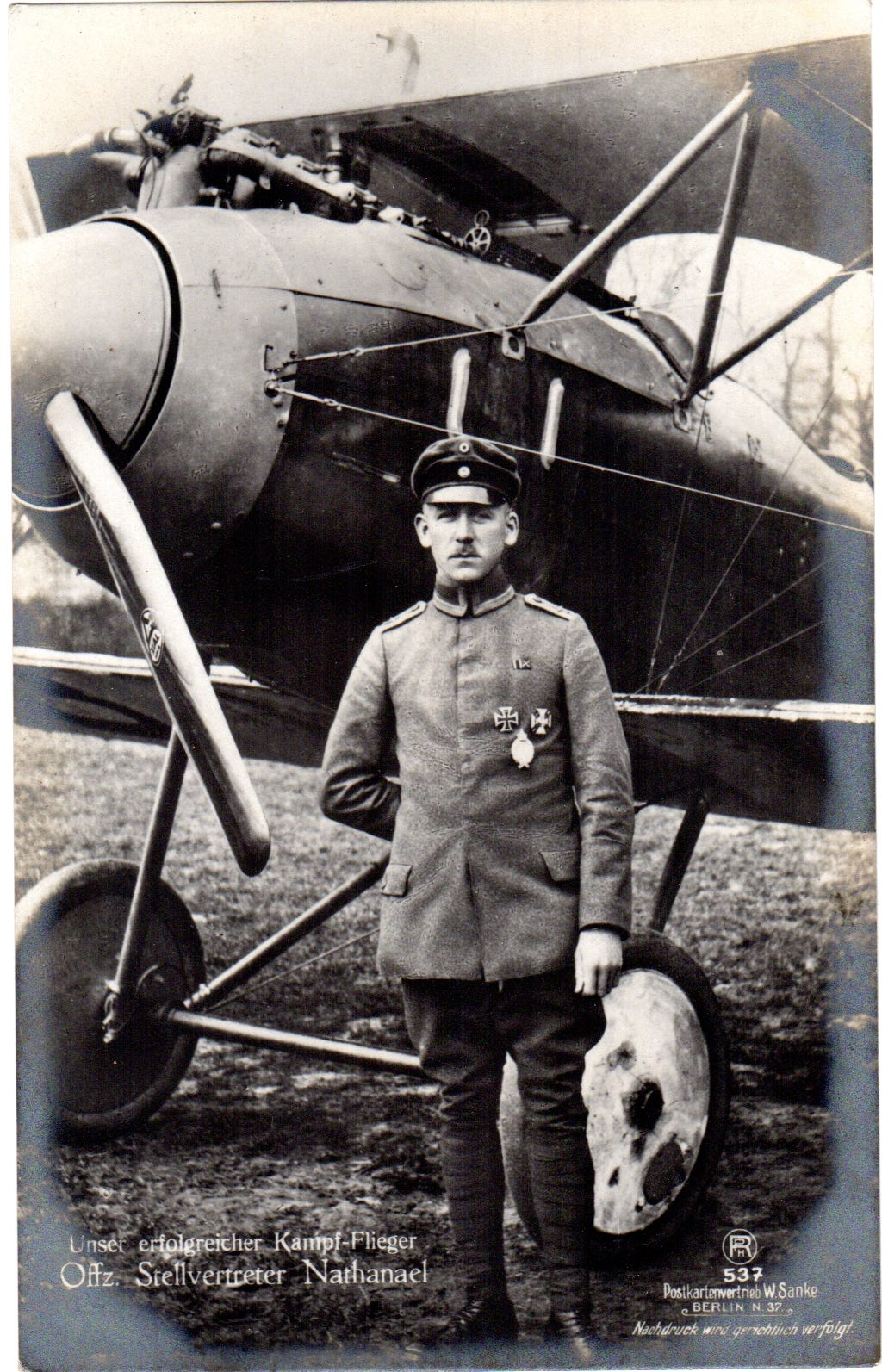
Натанаель на фоні свого винищувача Albatros D.III (березень 1917).

Учасник Першої світової війни. Спочатку літав у 42-му польовому льотному дивізіоні. Отримавши переведення на винищувачі, Натанаель став одним із перших льотчиків, що з'явилися в 22-й винищувальній ескадрильї, у якій він служив з кінця 1916 по березень 1917 року, коли його перевели в 5-ту винищувальну ескадрилью.
Йому вдалося відчутно збільшити рахунок перемог у березні та квітні 1917 року, але 11 травня о 20:15 Натанаель був збитий над лісом Бурлон і загинув внаслідок падіння палаючого літака на землю. Натанаеля збив капітан Вільям Кеннеді-Кохрейн-Патрік з 19-ї ескадрильї, що літав на винищувачі Spad із бортовим номером В1580.
Всього за час бойових дій здобув 15 перемог.

## Нагороди
- Залізний хрест 2-го і 1-го класу
- Нагрудний знак військового пілота (Пруссія)
- Золота і срібна велика почесна медаль (Велике герцогство Саксен-Веймар-Айзенаське)
- Воєнний хрест Вільгельма-Ернста
- Королівський орден дому Гогенцоллернів, хрест одержувача з мечами (посмертно)